# Baixa da Banheira
Baixa da Banheira ist ein Ort und eine ehemalige portugiesischen Gemeinde (Freguesia) im Kreis Moita. Die Gemeinde hatte 21.258 Einwohner (Stand 30. Juni 2011).
Am 29. September 2013 wurden die Gemeinden Baixa da Banheira und Vale da Amoreira zur neuen Gemeinde União das Freguesias de Baixa da Banheira e Vale da Amoreira zusammengeschlossen. Baixa da Banheira ist Sitz dieser neu gebildeten Gemeinde.